# FC Bayern München in het seizoen 1984/85
Dit artikel beschrijft de prestaties van de Duitse voetbalclub FC Bayern München in het seizoen 1984/85, waarin de club kampioen werd en de bekerfinale bereikte.

## Spelerskern
| Naam                 | Nationaliteit                  | Geboortedatum | Vorige club              |
| -------------------- | ------------------------------ | ------------- | ------------------------ |
| Keepers              |                                |               |                          |
| Jean-Marie Pfaff     | België                         | 04-12-1953    | KSK Beveren              |
| Raimond Aumann       | Bondsrepubliek Duitsland       | 12-10-1963    | /                        |
| Verdedigers          |                                |               |                          |
| Klaus Augenthaler    | Bondsrepubliek Duitsland       | 26-09-1957    | /                        |
| Bertram Beierlorzer  | Bondsrepubliek Duitsland       | 31-05-1957    | 1. FC Nürnberg           |
| Norbert Eder         | Bondsrepubliek Duitsland       | 07-11-1955    | 1. FC Nürnberg           |
| Bernd Martin         | Bondsrepubliek Duitsland       | 10-02-1955    | VfB Stuttgart            |
| Hans Pflügler        | Bondsrepubliek Duitsland       | 27-03-1960    | /                        |
| Holger Willmer       | Bondsrepubliek Duitsland       | 25-09-1958    | 1. FC Köln               |
| Middenvelders        |                                |               |                          |
| Wolfgang Dremmler    | Bondsrepubliek Duitsland       | 12-07-1954    | Eintracht Braunschweig   |
| Bernd Dürnberger     | Bondsrepubliek Duitsland       | 17-09-1953    | /                        |
| Wolfgang Grobe       | Bondsrepubliek Duitsland       | 25-06-1956    | Eintracht Braunschweig   |
| Søren Lerby          | Denemarken                     | 01-02-1958    | AFC Ajax                 |
| Lothar Matthäus      | Bondsrepubliek Duitsland       | 21-03-1961    | Borussia Mönchengladbach |
| Norbert Nachtweih    | Duitse Democratische Republiek | 04-06-1957    | Eintracht Frankfurt      |
| Manfred Schwabl      | Bondsrepubliek Duitsland       | 18-04-1966    | /                        |
| Uğur Tütüneker       | Turkije                        | 02-08-1963    | /                        |
| Aanvallers           |                                |               |                          |
| Kalle Del'Haye       | Bondsrepubliek Duitsland       | 18-08-1955    | Borussia Mönchengladbach |
| Achim Förster        | Bondsrepubliek Duitsland       | 30-03-1962    | /                        |
| Hans-Werner Grünwald | Bondsrepubliek Duitsland       | 02-12-1963    | /                        |
| Dieter Hoeneß        | Bondsrepubliek Duitsland       | 07-01-1953    | VfB Stuttgart            |
| Ludwig Kögl          | Bondsrepubliek Duitsland       | 07-03-1966    | TSV 1860 München         |
| Reinhold Mathy       | Bondsrepubliek Duitsland       | 12-04-1962    | /                        |
| Michael Rummenigge   | Bondsrepubliek Duitsland       | 03-02-1964    | /                        |
| Roland Wohlfarth     | Bondsrepubliek Duitsland       | 11-01-1963    | MSV Duisburg             |

- = Aanvoerder

### Technische staf
| Functie         | Naam                          | Nationaliteit            |
| --------------- | ----------------------------- | ------------------------ |
| Coach           | Udo Lattek                    | Bondsrepubliek Duitsland |
| Assistent-coach | Egon Coordes                  | Bondsrepubliek Duitsland |
| Teamarts        | Hans-Wilhelm Müller-Wohlfahrt | Bondsrepubliek Duitsland |

## Resultaten
| Bundesliga | DFB-Pokal           | Europacup II |
| ---------- | ------------------- | ------------ |
|            |                     |              |
| Kampioen   | Verliezend finalist | Halve finale |

## Uitrustingen
Hoofdsponsor: Commodore

Sportmerk: adidas
| Thuis | Uit | Alternatief | Alternatief | Doelman |

## Transfers

### Zomer
| Naam                  | Nationaliteit            | Van/naar                 | Type           |
| --------------------- | ------------------------ | ------------------------ | -------------- |
| Inkomend              |                          |                          |                |
| Norbert Eder          | Bondsrepubliek Duitsland | 1. FC Nürnberg           | Gekocht        |
| Michael Hertwig       | Bondsrepubliek Duitsland | Offenburger FV           | Gekocht        |
| Ludwig Kögl           | Bondsrepubliek Duitsland | TSV 1860 München         | Gekocht        |
| Lothar Matthäus       | Bondsrepubliek Duitsland | Borussia Mönchengladbach | Gekocht        |
| Holger Willmer        | Bondsrepubliek Duitsland | 1. FC Köln               | Gekocht        |
| Roland Wohlfarth      | Bondsrepubliek Duitsland | MSV Duisburg             | Gekocht        |
| Uitgaand              |                          |                          |                |
| Manfred Müller        | Bondsrepubliek Duitsland |                          | Einde carrière |
| Karl-Heinz Rummenigge | Bondsrepubliek Duitsland | Internazionale           | Verkocht       |
| Michael Hertwig       | Bondsrepubliek Duitsland | Karlsruher SC            | Verkocht       |
| Stefan Dinauer        | Bondsrepubliek Duitsland | SV Blau Weiss Berlin     | Verkocht       |
| Wolfgang Kraus        | Bondsrepubliek Duitsland | FC Zürich                | Verkocht       |
| Reiner Maurer         | Bondsrepubliek Duitsland | VfB Stuttgart            | Verkocht       |
| Hans Meisel           | Bondsrepubliek Duitsland | SC Freiburg              | Verkocht       |
| Hans Dorfner          | Bondsrepubliek Duitsland | 1. FC Nürnberg           | Huur           |

### Winter
| Naam            | Nationaliteit            | Van/naar      | Type     |
| --------------- | ------------------------ | ------------- | -------- |
| Uitgaand        |                          |               |          |
| Michael Hertwig | Bondsrepubliek Duitsland | Karlsruher SC | Verkocht |

## Bundesliga

### Eindstand
|    | Club                     | Wed | Gew | Gel | Ver | Pnt | V-T   |
| -- | ------------------------ | --- | --- | --- | --- | --- | ----- |
| 1  | FC Bayern München        | 34  | 21  | 8   | 5   | 50  | 79-38 |
| 2  | SV Werder Bremen         | 34  | 18  | 10  | 6   | 46  | 87-51 |
| 3  | 1. FC Köln               | 34  | 18  | 4   | 12  | 40  | 69-66 |
| 4  | Borussia Mönchengladbach | 34  | 15  | 9   | 10  | 39  | 77-53 |
| 5  | Hamburger SV             | 34  | 14  | 9   | 11  | 37  | 58-49 |
| 6  | SV Waldhof Mannheim      | 34  | 13  | 11  | 10  | 37  | 47-50 |
| 7  | Bayer 05 Uerdingen       | 34  | 14  | 8   | 12  | 36  | 57-52 |
| 8  | FC Schalke 04            | 34  | 13  | 8   | 13  | 34  | 63-62 |
| 9  | VfL Bochum               | 34  | 12  | 10  | 12  | 34  | 52-54 |
| 10 | VfB Stuttgart            | 34  | 14  | 5   | 15  | 33  | 79-59 |
| 11 | 1. FC Kaiserslautern     | 34  | 11  | 11  | 12  | 33  | 56-60 |
| 12 | Eintracht Frankfurt      | 34  | 10  | 12  | 12  | 32  | 62-67 |
| 13 | Bayer 04 Leverkusen      | 34  | 9   | 13  | 12  | 31  | 52-54 |
| 14 | Borussia Dortmund        | 34  | 13  | 4   | 17  | 30  | 51-65 |
| 15 | Fortuna Düsseldorf       | 34  | 10  | 9   | 15  | 29  | 53-66 |
| 16 | DSC Arminia Bielefeld    | 34  | 8   | 13  | 13  | 29  | 46-61 |
| 17 | Karlsruher SC            | 34  | 5   | 12  | 17  | 22  | 47-88 |
| 18 | Eintracht Braunschweig   | 34  | 9   | 2   | 23  | 20  | 39-79 |

Kampioen Bayern München plaatste zich voor de Europacup I 1985/86
Bekerwinnaar Bayer 05 Uerdingen plaatste zich voor de Europacup II 1985/86
De nummers 2, 3, 4 en 5 van de competitie, SV Werder Bremen, 1.FC Köln, Borussia Mönchengladbach en Hamburger SV namen deel in de UEFA Cup 1985/86
Karlsruher SC en Eintracht Braunsschweig degradeerden rechtstreeks naar de 2. Bundesliga
De kampioen 1.FC Nürnberg en de nummer twee Hannover 96 promoveerden rechtstreeks uit de 2. Bundesliga
De nummer drie van de 2. Bundesliga, 1.FC Saarbrücken, promoveerde na beslissingswedstrijden, 2-0 en 1-1, tegen DSC Arminia Bielefeld

## Afbeeldingen

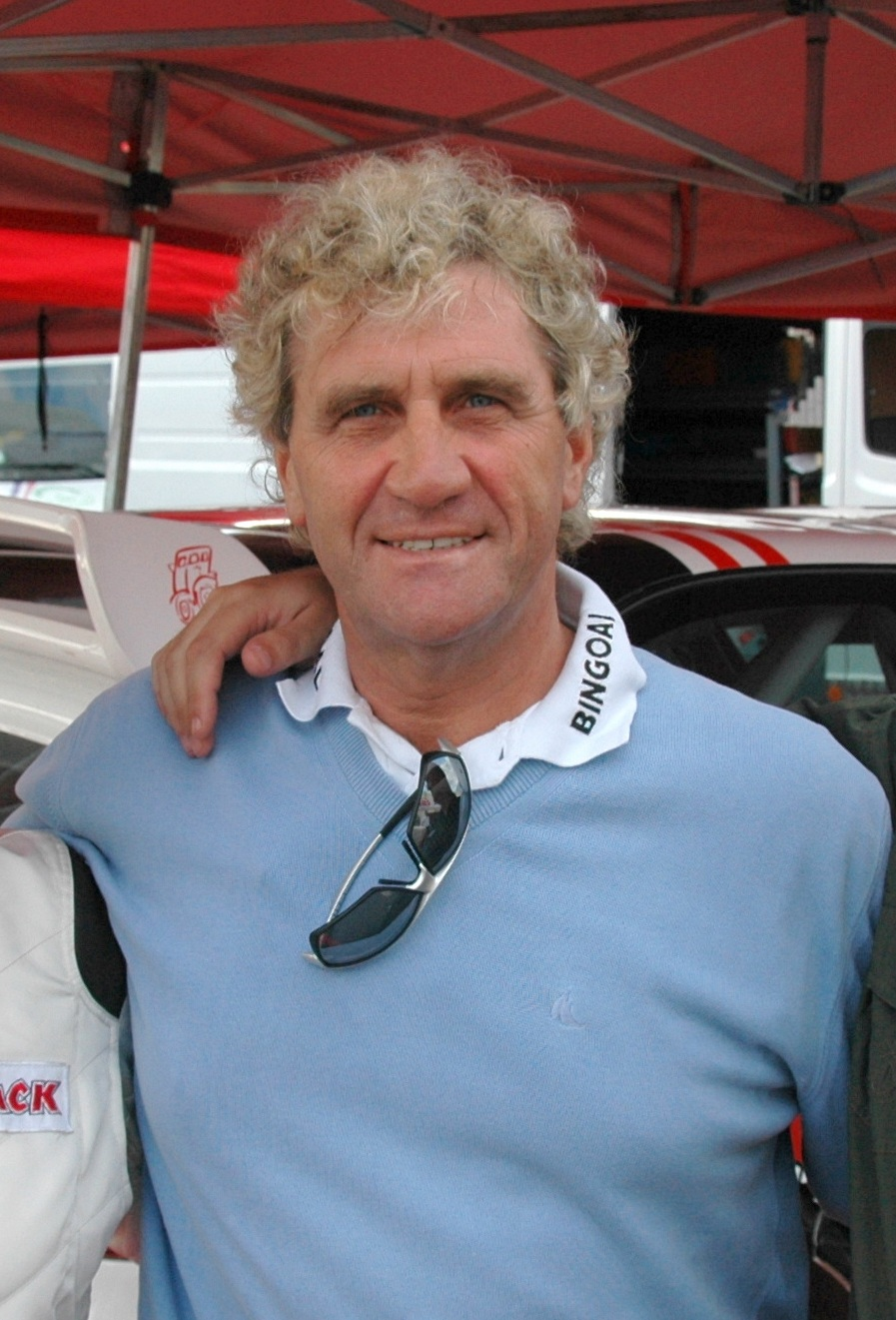
Jean-Marie Pfaff (doelman)
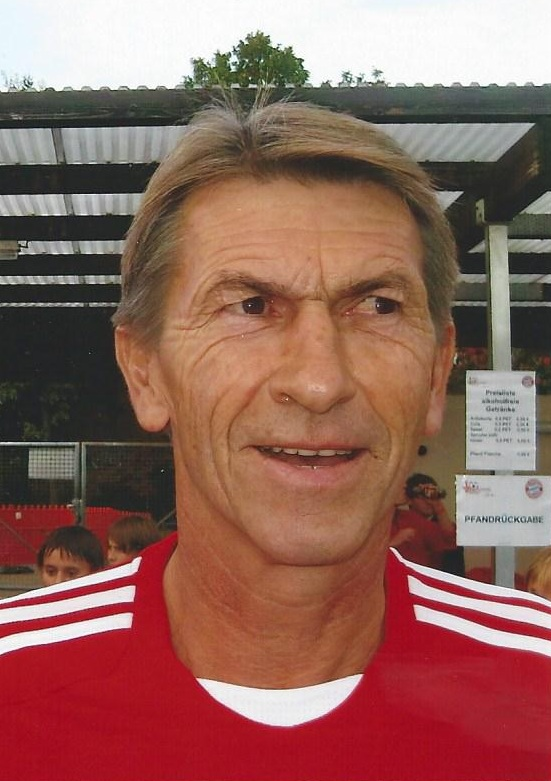
Klaus Augenthaler (verdediger)
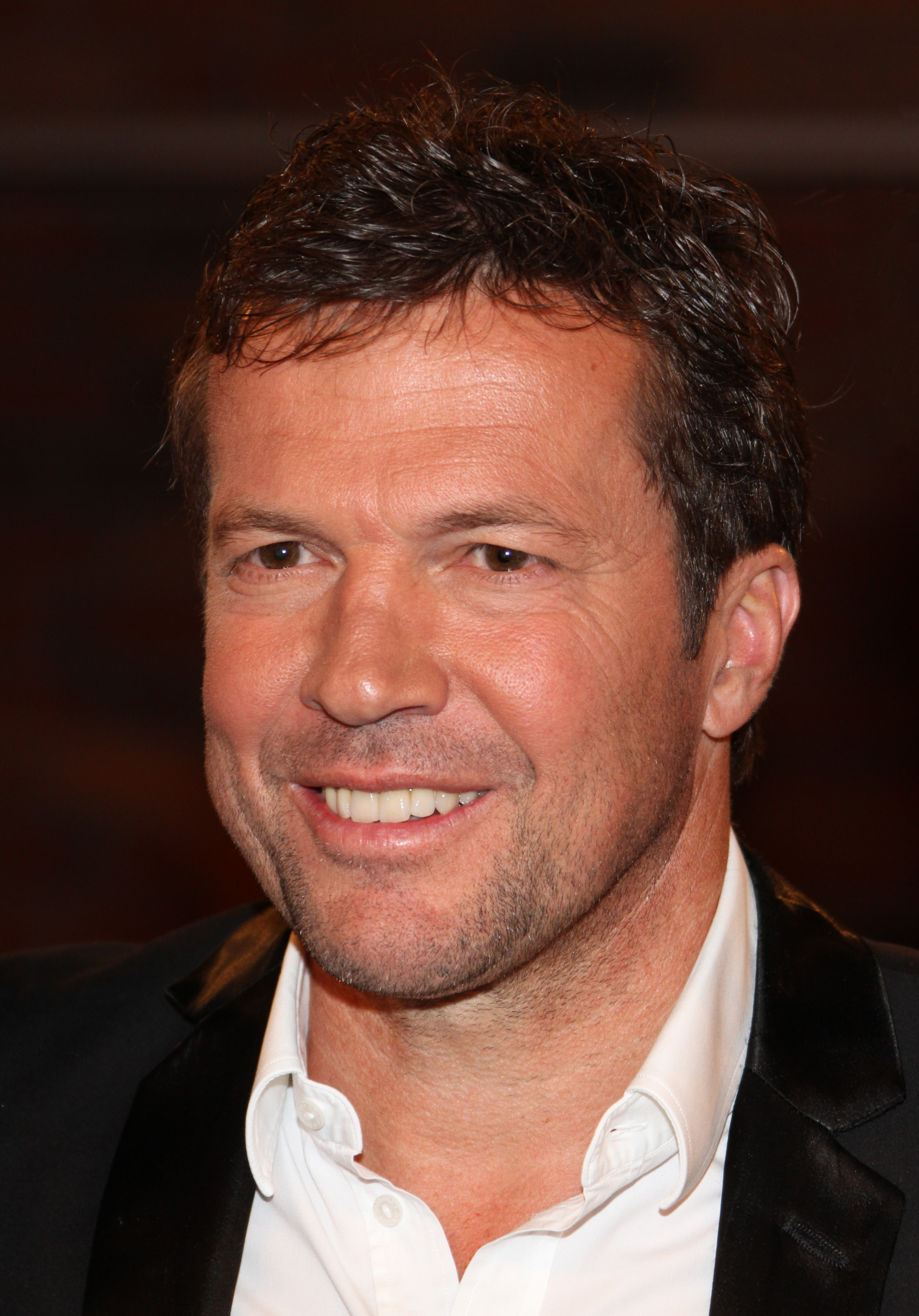
Lothar Matthäus (middenvelder)
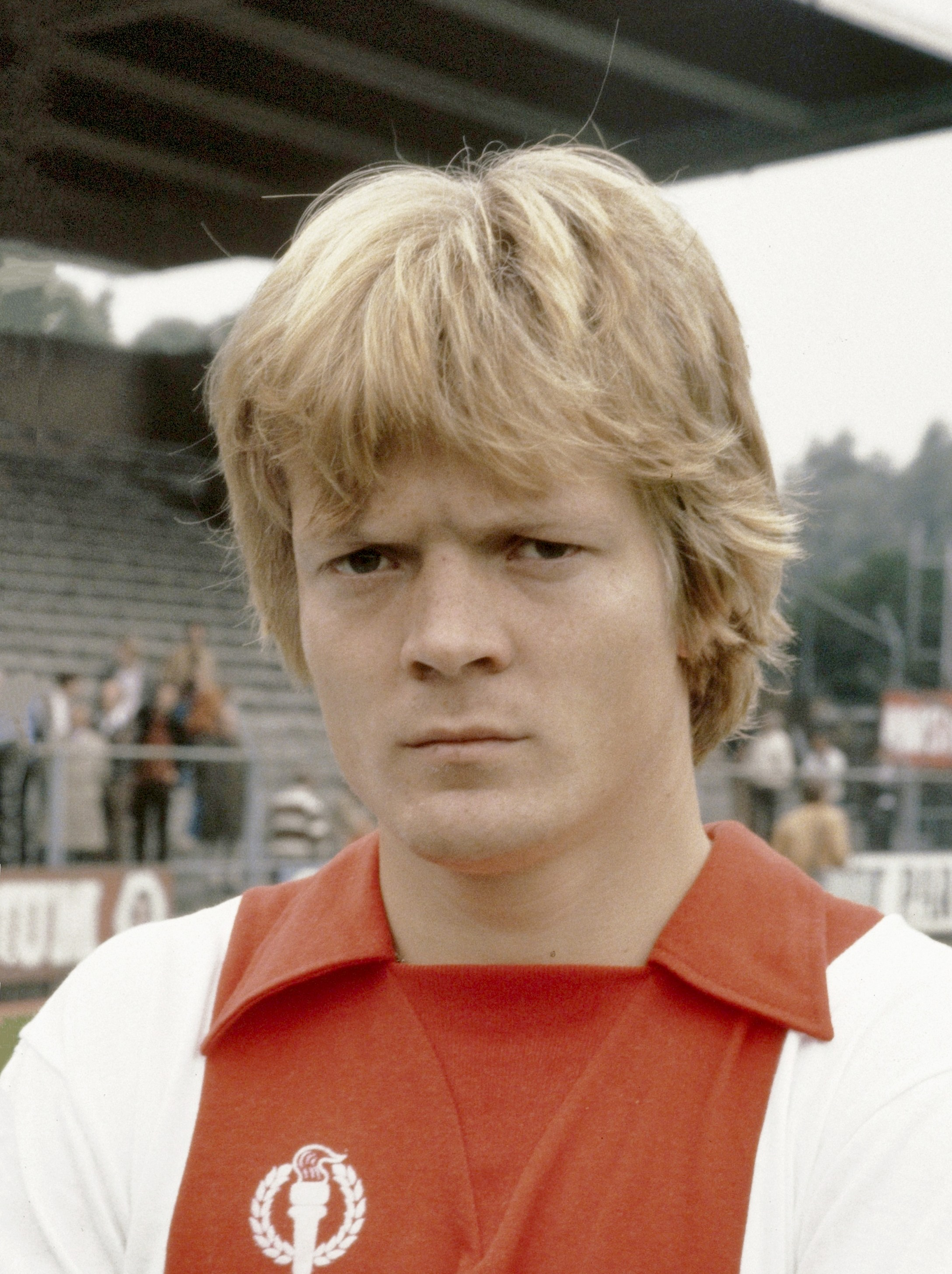
Søren Lerby (middenvelder)
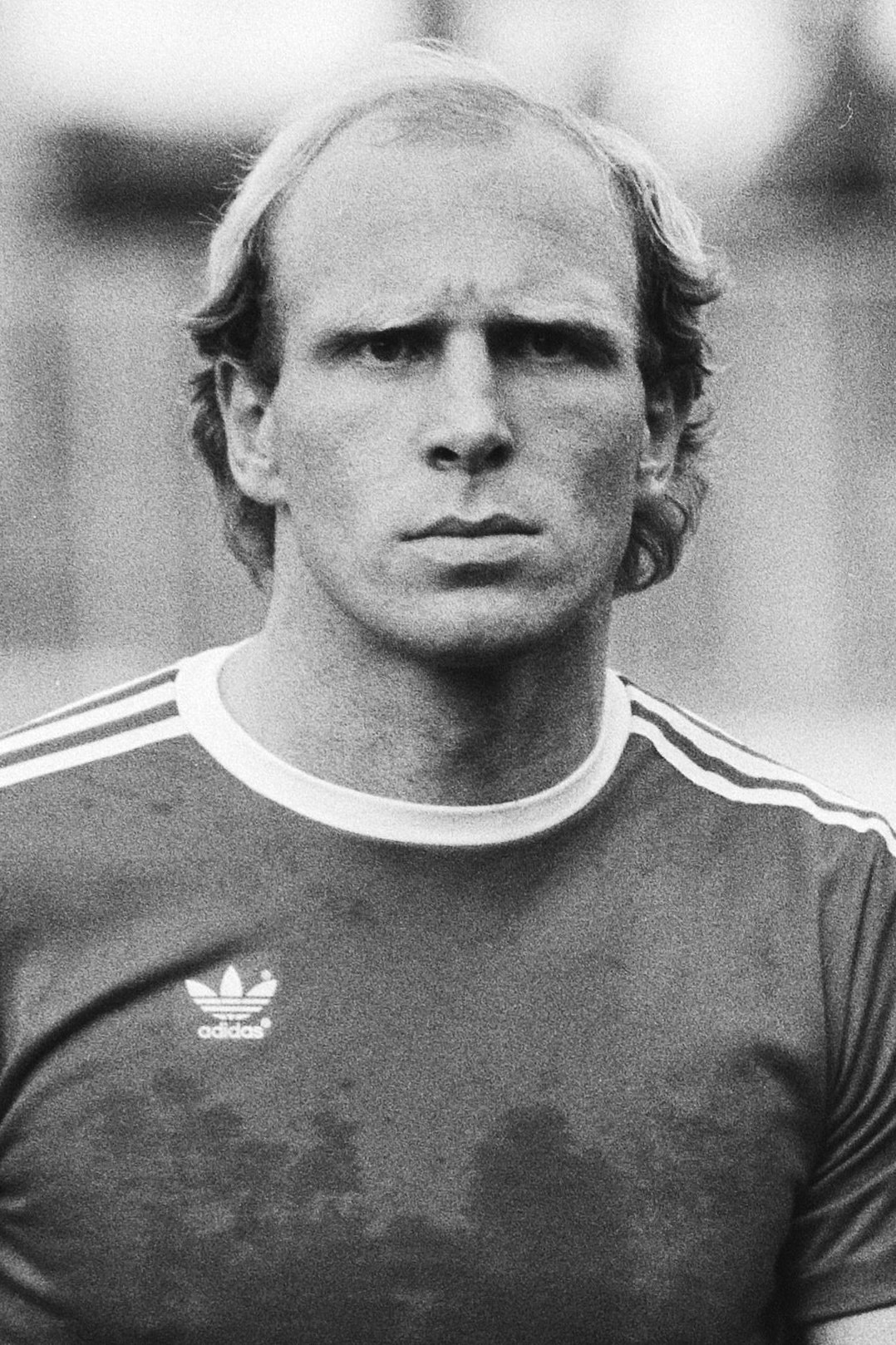
Dieter Hoeneß (aanvaller)
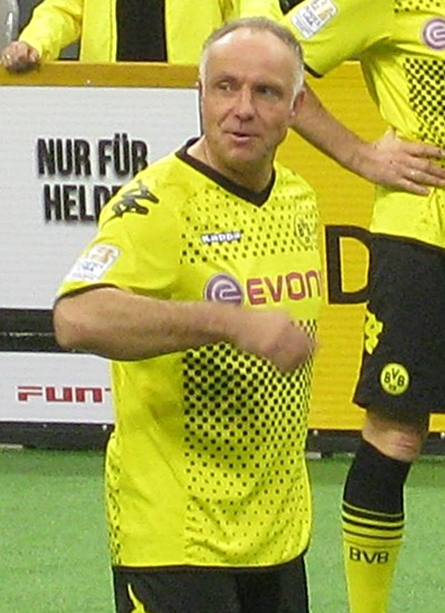
Michael Rummenigge (aanvaller)